# George Eulas Foster
George Eulas Foster, född 1847, död 1931, var en kandadensisk politiker.
George Eulas Foster var ursprungligen lärare och professor i klassiska språk vid New Brunswicks universitet, blev 1882 medlem av Kanadas parlament och 1921 senator. Foster var en av ledarna för Kanadas konservativa parti och hade vid upprepade tillfällen säte i konservativa kabinett, bland annat som finans- och handelsminister samt tillförordnad premiärminister. 1919 var han kanadensisk delegat vid fredskongressen i Paris, senare i Nationernas förbunds generalförsamling. Foster stödde det brittiska imperiet och spelade en viktig roll för Kanadas militära ansträngningar under första världskriget.